# Parviz Yakhyayev
Parviz Yakhyayev (n. 24 mai 1991, Samarqand, Republica Sovietică Socialistă Uzbecă, URSS) este un cântăreț, actor și om de afaceri originar din Uzbekistan. A fost distins cu mai multe premii, inclusiv premiile MTV, Golden Ribbon și premiile pentru cel mai bun actor al anului.
Parviz Yakhyayev a obținut un mare succes în domeniul actoriei. Parviz Yakhyayev a primit o largă recunoaștere și apreciere în Uzbekistan, după ce a jucat în drama uzbecă „Hayot” (melodramă) din 2009. De atunci, a jucat în multe filme de melodramă uzbecă. În special, filmele „Omad”, care au fost difuzate pe marile ecrane în 2010, și „101 Flight” i-au adus actriței o mare faimă. Din 2013, Parviz Yakhyayev scrie melodii în uzbecă, rusă și engleză.

## Biografie
Parviz Yakhayev s-a născut pe 24 mai 1990 în orașul Samarkand. După ce a absolvit școala în 2008, Parviz a absolvit facultatea de regie și design la Institutul de Limbă și Cultură Nevsky din Sankt Petersburg, Rusia, în 2012.

### Viata personala
Parviz s-a căsătorit cu Amira Yakhayeva pe 5 octombrie 2014.

## Cariera
Colaborarea cu realizatorii turci a început odată cu filmarea lui Scop. Filmul a fost regizat de Ozod Shams și produs de Parviz Yakhyayev, cu actori uzbeci și turci. După aceea, au existat zvonuri pe internet că un film numit My Sun (Güneșim benim) va fi filmat în colaborare cu turcii, și că filmul ar putea primi ratinguri mari. Cu toate acestea, la scurt timp după aceea, producătorul filmului, Parviz Yakhyayev, a anunțat că nu au reușit să strângă suficienți bani pentru a face filmul și a început să filmeze în schimb serialul Battle of the Hearts (Yuragim seniki). După aceea, echipa sub conducerea lui Yakhyoyev a început să filmeze seria „Yolgon Kasam” în cooperare cu scenaristul filmului „Valea lupilor”. După aceea, Parviz Yakhyayev a început să lucreze cu turcii la filmul 101 Flight.

## Filmografie
Mai jos, în ordine cronologică, este o listă ordonată a filmelor în care a apărut Parviz Yakhyayev.
| An   | Film                            | Ro                | silka |
| ---- | ------------------------------- | ----------------- | ----- |
| 2006 | Firibgarlar                     | Actor             |       |
| 2009 | Hayot mamot                     | Actor             |       |
| 2009 | Oshiq                           | Actor             |       |
| 2010 | Omad                            | Actor             |       |
| 2011 | Jodugar                         | Actor             |       |
| 2013 | Yolgʻon                         | Producător        |       |
| 2013 | Istanbulda “Milyarder”          | Producător        |       |
| 2014 | Mening Quyoshim (Güneșim benim) | Producător        |       |
| 2015 | Yuragim seniki                  | Producător        |       |
| 2016 | Bo‘rilar vodiysi                | Producător        |       |
| 2017 | Yolg‘on kasam                   | Producător        |       |
| 2020 | Scop                            | Producător, Actor |       |
| 2022 | 101 Flight                      | Actor             | [ 8 ] |
| 2023 | Alfons                          | Director          | [ 9 ] |

### Videoclipuri muzicale
| An   | Calificare | Artist  | Rol      |
| ---- | ---------- | ------- | -------- |
| 2022 | Ey pariy   | San Jay | Director |